# 扁参礁
9°52′N 114°31′E / 9.867°N 114.517°E
扁参礁位于南沙群岛九章群礁东南部边缘，龙虾礁西南约1海里，为一座暗礁。1983年公布名称为扁参礁。西方文献称为“Tetley Reef”。